# Pereskia bahiensis
Pereskia bahiensis ist eine Pflanzenart in der Gattung Pereskia aus der Familie der Kakteengewächse (Cactaceae). Das Artepitheton bahiensis verweist auf das Vorkommen im brasilianischen Bundesstaat Bahia. Portugiesische Trivialnamen sind „Espinha de São Antonio“, „Flor de Cêra“ und „Quiabento“.

## Beschreibung
Pereskia bahiensis wächst baumförmig oder strauchig mit aufrechten bis überhängenden, gräulich braunen, längsrissigen Zweigen und Stämmen von bis 30 Zentimetern Durchmesser. Sie erreicht Wuchshöhen von 1 bis 6 Metern. Die unterschiedlichen, nicht deutlich gestielten Laubblätter sind elliptisch bis verkehrt eiförmig, flach oder entlang der Mittelrippe leicht aufwärts gefaltet und oft zurückgebogen. Die Blattspreite ist 5 bis 12 Zentimeter lang und 2 bis 7 Zentimeter breit. Die fiederförmigen Blattadern weisen nur unauffällige Seitenverzweigungen auf. Die bis zu 6 Dornen an den Areolen der Zweige, die auch fehlen können, sind parallel oder ausgebreitet und 2 bis 5 Zentimeter lang. Aus den Areolen der Haupttriebe entspringen bis zu 45, 2 bis 9 Zentimeter lange Dornen.
Die rosafarbenen bis rötlich purpurfarbenen Blüten sind nur an einem Tag offen und stehen oft in Blütenständen aus 2 bis 12 Einzelblüten zusammen. Sie erreichen Durchmesser von 4 bis 7 Zentimetern. Ihre Blütenhüllblätter sind ausgebreitet bis zurückgebogen, das Receptaculum ist vor allem in der oberen Hälfte höckrig und mit je einer Areole besetzt. Die häufig hängenden, birnen- bis kreiselförmigen, fleischigen Früchte sind grün bis gelblich grün. Sie sind 3 bis 6 Zentimeter lang und weisen Durchmesser von 3 bis 5 Zentimetern auf.

## Verbreitung, Systematik und Gefährdung
Pereskia bahiensis ist im brasilianischen Bundesstaat Bahia in der Caatinga-Vegetation in Höhenlagen von 400 bis 900 Metern verbreitet.
Die Erstbeschreibung erfolgte 1908 durch Max Gürke. Ein nomenklatorisches Synonym ist Rhodocactus bahiensis (Gürke) I.Asai & K.Miyata (2016).
Es werden folgende Unterarten unterschieden:
- Pereskia bahiensis subsp. bahiensis
- Pereskia bahiensis subsp. minensis N.P.Taylor & Albuq.-Lima[3]

Pereskia bahiensis wird in der Roten Liste gefährdeter Arten der IUCN als „Least Concern (LC)“, d. h. nicht gefährdet eingestuft.

## Nachweise